# Elumalai
Elumalai è una suddivisione dell'India, classificata come town panchayat, di 14.030 abitanti, situata nel distretto di Madurai, nello stato federato del Tamil Nadu. In base al numero di abitanti la città rientra nella classe IV (da 10.000 a 19.999 persone).

## Geografia fisica
La città è situata a 9° 52' 0 N e 77° 42' 0 E e ha un'altitudine di 207 m s.l.m..

## Società

### Evoluzione demografica
Al censimento del 2001 la popolazione di Elumalai assommava a 14.030 persone, delle quali 7.051 maschi e 6.979 femmine. I bambini di età inferiore o uguale ai sei anni assommavano a 1.373, dei quali 669 maschi e 704 femmine. Infine, coloro che erano in grado di saper almeno leggere e scrivere erano 7.904, dei quali 4.739 maschi e 3.165 femmine.